# Кубок Першого каналу (хокей) 2018
Кубок Першого каналу 2018 — 51-й міжнародний хокейний турнір у Росії, пройшов 13—16 грудня 2018 року в Москві у рамках Єврохокейтуру. Ще по одному матчу провели в Санкт-Петербурзі і Тампере.

## Підсумкова таблиця
| М | Збірна    | І | В | ВО | ПО | П | Ш    | РШ  | О |
| - | --------- | - | - | -- | -- | - | ---- | --- | - |
| 1 | Росія     | 3 | 2 | 1  | 0  | 0 | 15:4 | +11 | 8 |
| 2 | Швеція    | 3 | 1 | 0  | 1  | 1 | 7:8  | -1  | 4 |
| 3 | Фінляндія | 3 | 1 | 0  | 1  | 1 | 6:11 | -5  | 4 |
| 4 | Чехія     | 3 | 0 | 1  | 0  | 2 | 8:13 | -5  | 2 |

## Результати
| Дата       | Команда   | Рахунок | Команда   |
| ---------- | --------- | ------- | --------- |
| 13.12.2018 | Фінляндія | 3 : 4 Б | Чехія     |
| 13.12.2018 | Швеція    | 2 : 3 Б | Росія     |
| 15.12.2018 | Фінляндія | 3 : 2   | Швеція    |
| 15.12.2018 | Росія     | 7 : 2   | Чехія     |
| 16.12.2018 | Чехія     | 2 : 3   | Швеція    |
| 16.12.2018 | Росія     | 5 : 0   | Фінляндія |

## Цікаві факти
На матчі Росія - Фінляндія в Санкт-Петербурзі були присутні 71 381 глядач.